# Ẽ̄
Ẽ̄ (minuscule : ẽ̄), appelé E tilde macron, est une lettre latine utilisée dans l’écriture du tafi.
Elle est formée de la lettre E avec un tilde suscrit et un macron.

## Représentations informatiques
Le E tilde macron peut être représenté avec les caractères Unicode suivants : 
- composé et normalisé NFC (latin étendu additionnel, diacritiques)[1],[2] :

| formes    | représentations | chaînes de caractères | points de code | descriptions                                       |
| --------- | --------------- | --------------------- | -------------- | -------------------------------------------------- |
| capitale  | Ẽ̄               | Ẽ◌̄                    | U+1EBC U+0304  | lettre majuscule latine e tilde diacritique macron |
| minuscule | ẽ̄               | ẽ◌̄                    | U+1EBD U+0304  | lettre minuscule latine e tilde diacritique macron |

- décomposé et normalisé NFD (latin de base, diacritiques) :

| formes    | représentations | chaînes de caractères | points de code       | descriptions                                                   |
| --------- | --------------- | --------------------- | -------------------- | -------------------------------------------------------------- |
| capitale  | Ẽ̄               | E◌̃◌̄                   | U+0045 U+0303 U+0304 | lettre majuscule latine e diacritique tilde diacritique macron |
| minuscule | ẽ̄               | e◌̃◌̄                   | U+0065 U+0303 U+0304 | lettre minuscule latine e diacritique tilde diacritique macron |